# Palais Grömling
 (décembre 2023).
Si vous disposez d'ouvrages ou d'articles de référence ou si vous connaissez des sites web de qualité traitant du thème abordé ici, merci de compléter l'article en donnant les références utiles à sa vérifiabilité et en les liant à la section « Notes et références ».
Le palais Grömling (en tchèque, Grömlingovsky palac) est un palais rococo situé à Prague, dans le quartier de Malá Strana. Il est protégé en tant que monument culturel de la République tchèque et est situé place de Malá Strana. 

## Histoire

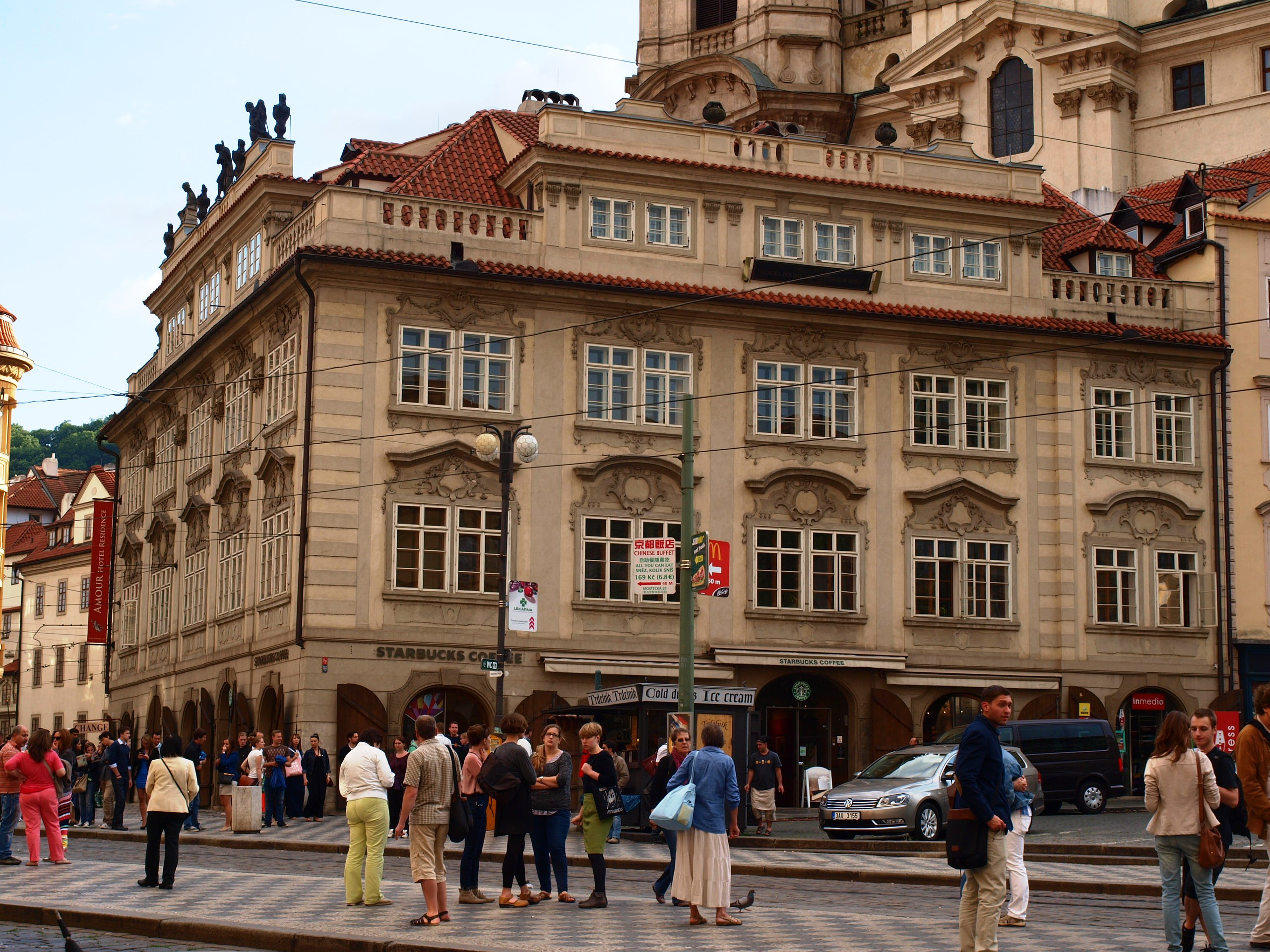
Palais Grömling

Sur le site du palais se trouvaient cinq maisons antérieures à 1786 (date de leur achat par Karl Grömling, un avocat). Le palais est issu d'un projet de Josef Jäger. Le palais est décoré de sculptures de personnages mythologiques d'Ignác František Platzer.  
Devant le palais, se trouvait de 1858 à 1919 un monument au maréchal autrichien Josef Radetzky, maintenant entreposé au Lapidarium du musée national. Ce monument a ensuite été remplacé par le monument à l'historien français et expert en histoire tchèque, Ernest Denis, qui a occupé le site jusqu'en 1940, année où il fut fondu pour des raisons militaires. 
Le rez-de-chaussée du palais est occupé depuis 1874 par le café Radetzky. À l'origine, c'était un café pour officiers, mais peu à peu, il est devenu un lieu visité par des personnalités célèbres de la culture tchèque, comme Jan Neruda, Emmy Destinn ou encore Jan Zrzavý. Il a ensuite été renommé Malostranská kavárna. Après 1989, le café n'a été ouvert que pour une courte période en raison d'un litige en restitution au milieu des années 1990. Actuellement on y trouve un café de la multinationale Starbucks.  

## Vues

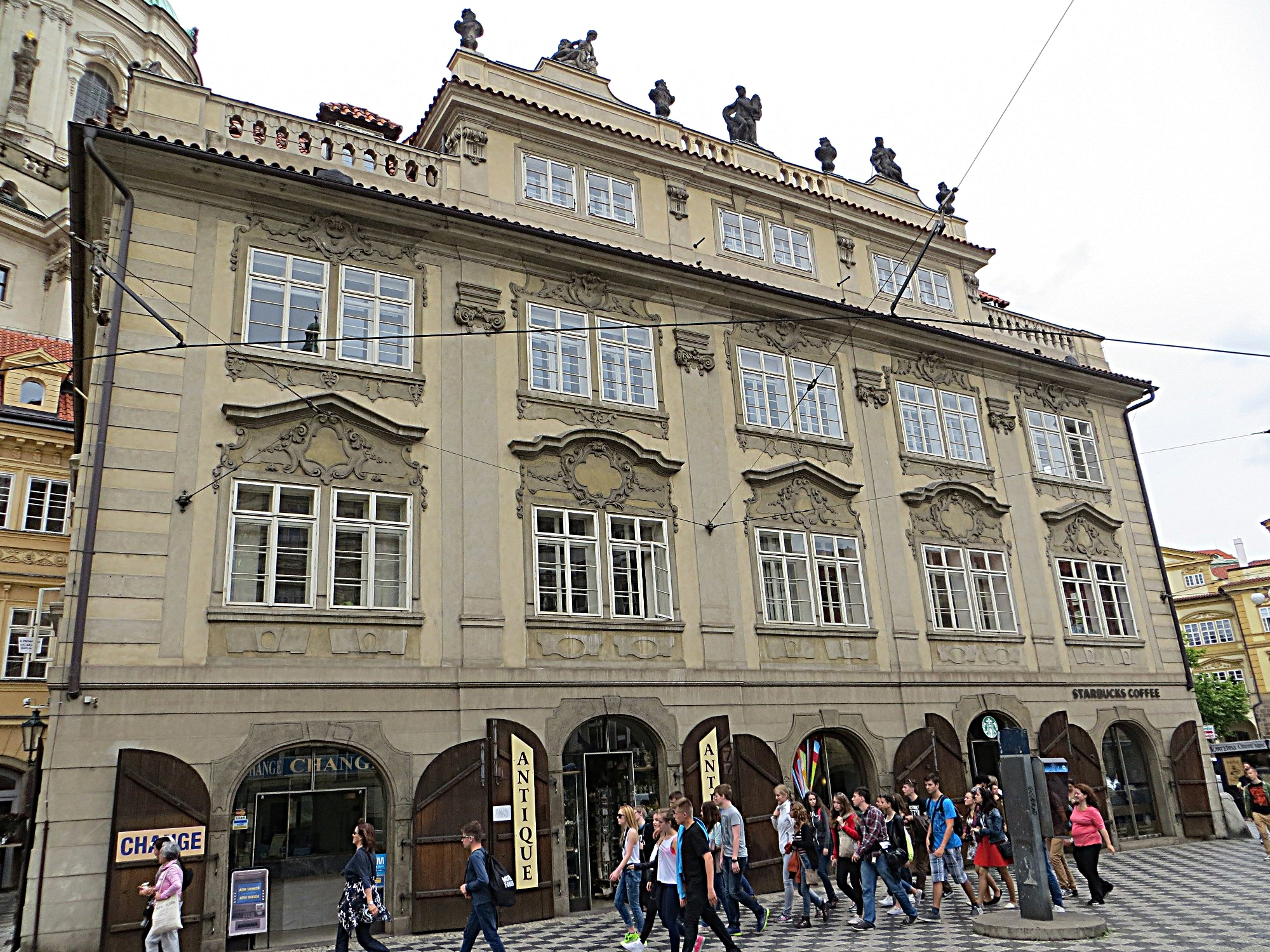
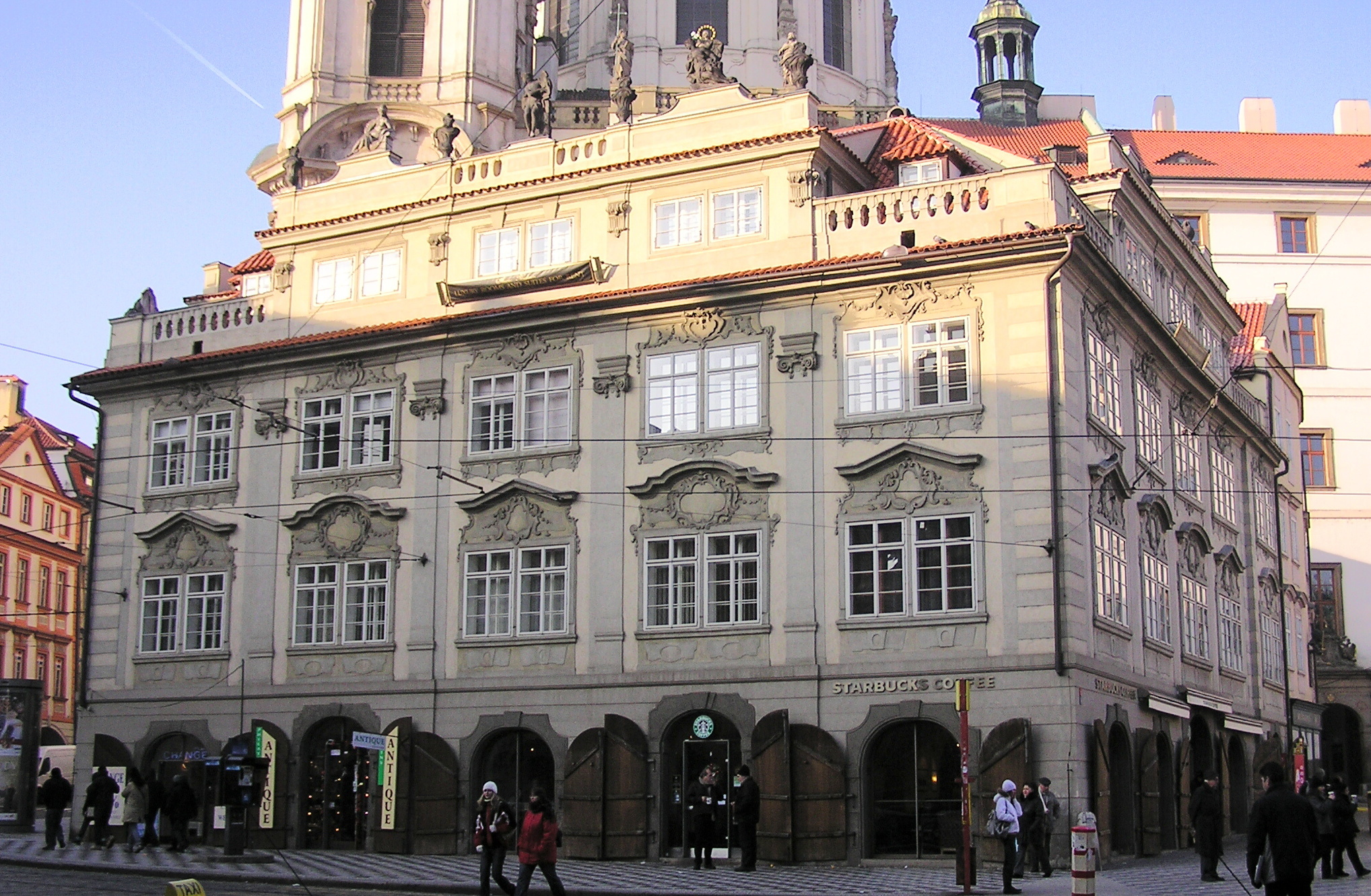
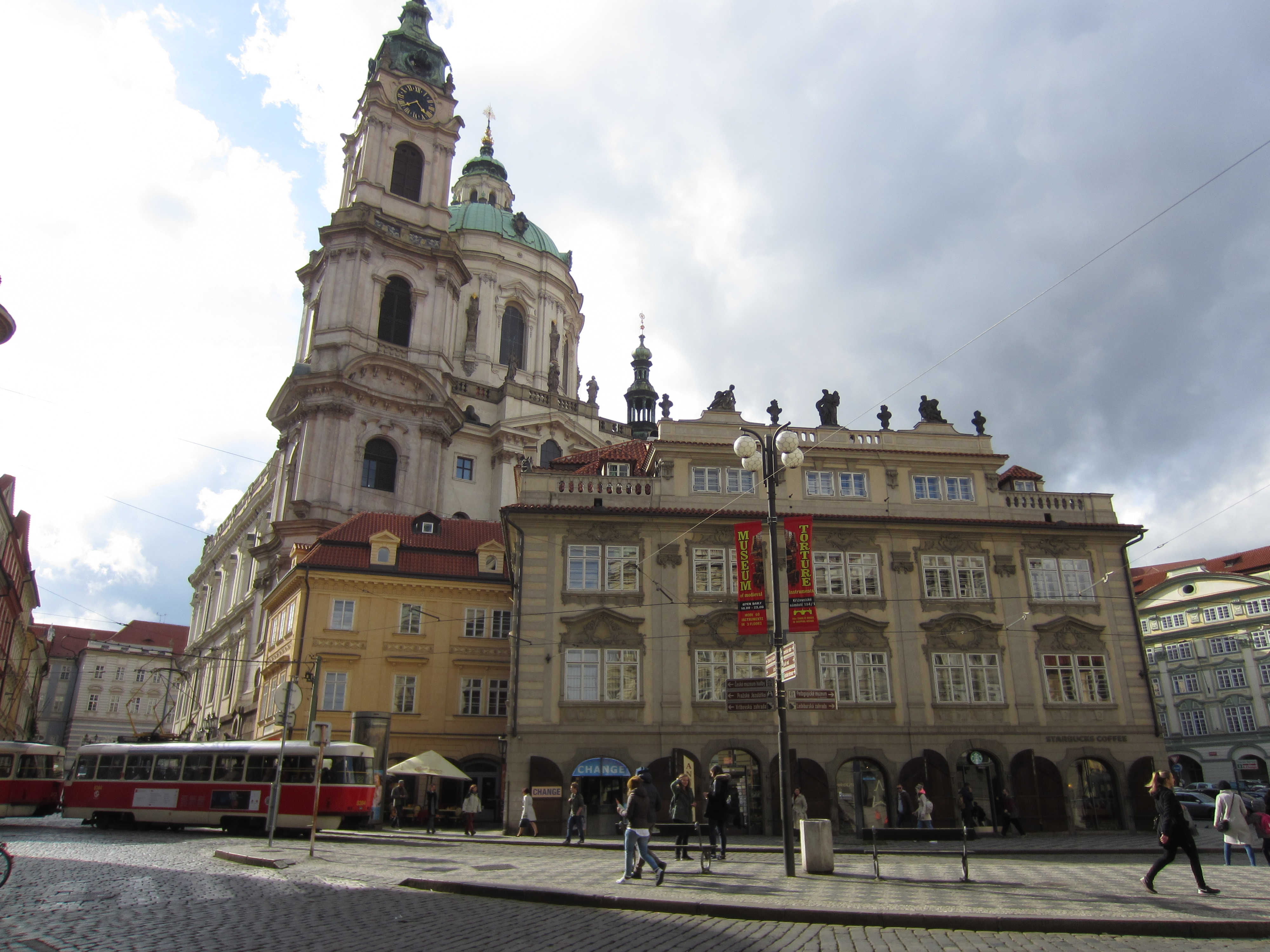
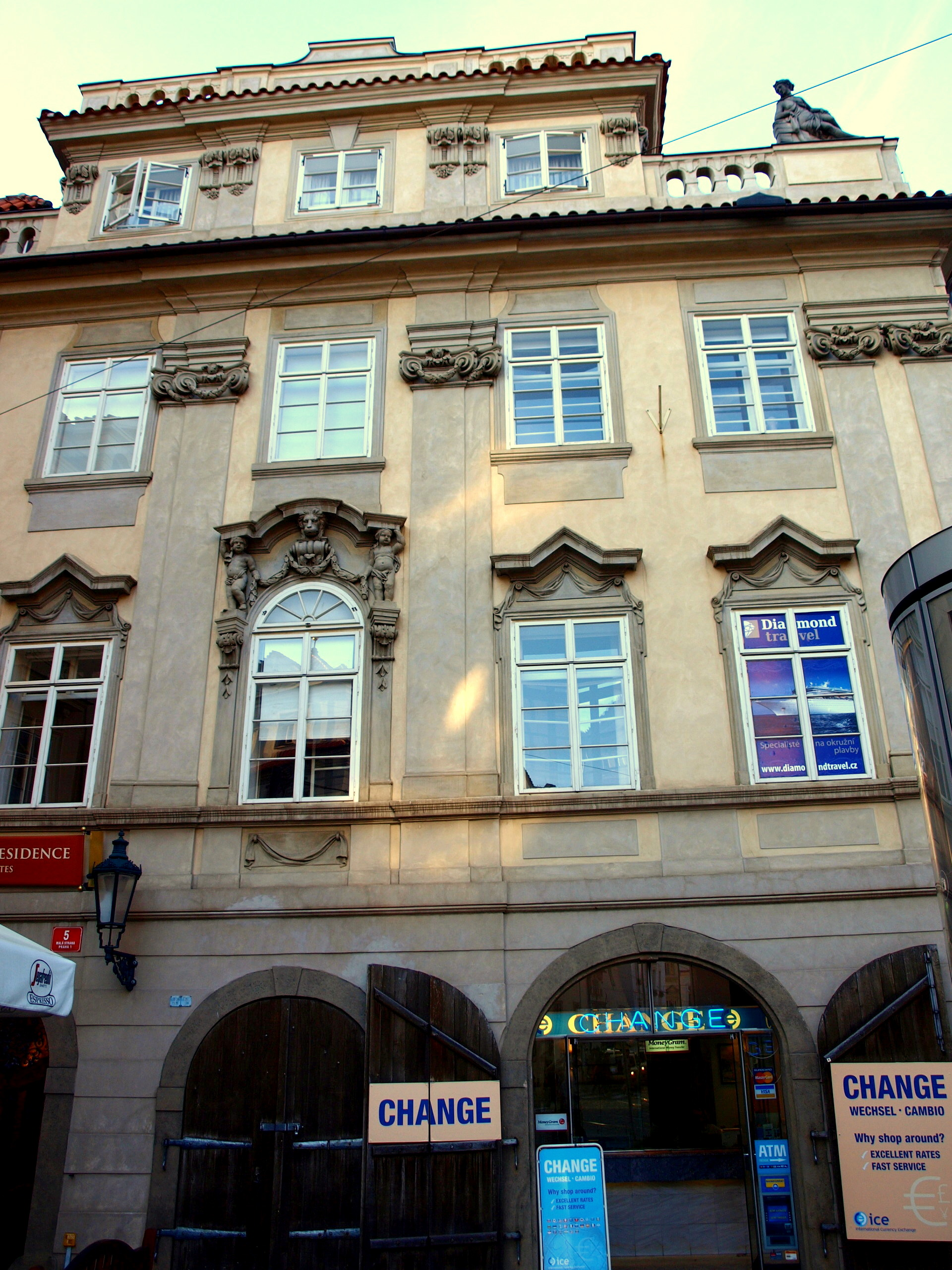